# غازي كيال
غازي كيال، حكم كرة قدم سعودي دولي سابق.
و قد حكم في كأس الخليج 1974 في مباراة منتخب الإمارات لكرة القدم ومنتخب عمان لكرة القدم في تاريخ 16 مارس 1974، وقد أدار مباراة منتخب الكويت لكرة القدم ومنتخب قطر لكرة القدم 24 مارس 1974.
وقد كان لاعباً سابقاً لنادي الاتحاد السعودي في الثمانينات الهجرية, ويعتبر من أوائل الحكام السعوديين في الدوري السعودي.